# Adrián González Revilla
Adrián González Revilla (Cillamayor, 23 de noviembre de 1957-Arechavaleta, 26 de julio de 1986) fue un agente de la Guardia Civil, asesinado por la banda terrorista Euskadi Ta Askatasuna.

## Biografía
Natural de la localidad palentina de Cillamayor, nació el 23 de noviembre de 1957. Accedió a la Guardia Civil y trabajó durante cuatro años en el Grupo de Acción Rápida (GAR), en aquellos años dedicado a la lucha frente a ETA.
El 26 de julio de 1986, varios terroristas arrojaron granadas contra la casa cuartel de Arechavaleta. González Revilla inspeccionaba junto al teniente del GAR Ignacio Mateu Istúriz las inmediaciones del cuartel después del ataque cuando les explotó una bomba trampa oculta entre la maleza. González Revilla falleció en el acto. A Mateu Istúriz consiguieron trasladarlo hasta la localidad vecina de Mondragón para atenderlo, pero falleció en el trayecto desde Mondragón hasta Vitoria, donde iba a brindársele asistencia en la clínica Ortiz de Zárate. González Revilla tenía 29 años. Después de celebrarse un funeral en el cuartel que el GAR tenía en Logroño, se le dio sepultura en Cillamayor, la localidad palentina de la que era natural.
El sospechoso de haber participado en el atentado, Luis Enrique Gárate Galarza, conocido también por el sobrenombre de Zorro, sería detenido en Francia en febrero de 2004.